# Scopticus herbeus
Genre
Espèce
Scopticus herbeus, unique représentant du genre Scopticus, est une espèce d'araignées aranéomorphes de la famille des Thomisidae.

## Distribution
Cette espèce est endémique de Java en Indonésie.

## Description
L'holotype mesure 5 mm.

## Publications originales
- Simon, 1895 : Histoire naturelle des araignées. Paris, vol. 1, p. 761-1084 (texte intégral).